# Louis Mourin
Louis Mourin  (* 5. Juli 1913 in Brüssel; † 2005 ebenda) war ein belgischer Romanist und Linguist.

## Leben und Werk
Mourin unterrichtete zuerst im niederen Gymnasialschulwesen als Régent. Dann studierte er an der Universität Gent (Lizentiat 1943, Promotion 1945 mit einer Arbeit über Jean Gerson), sowie an der Sorbonne. 1952 habilitierte er sich mit einer weiteren Schrift über Gerson, wandte sich aber dann (als Assistent in Gent) der modernen Linguistik zu und forschte vor allem zur Morphologie im gesamtromanischen Rahmen (mit besonderer Berücksichtigung des Rumänischen, Portugiesischen, Rätoromanischen und Sardischen). Ab 1963 war er an seiner Universität Professor, von 1965 bis zur Emeritierung 1983 ordentlicher Professor für Romanische Philologie. Daneben lehrte er zeitweise an der Université Libre de Bruxelles.

## Werke
- "L'oeuvre oratoire française de Jean Gerson et les manuscrits qui la contiennent", in: Archives d'Histoire Doctrinale et Littéraire du Moyen Age 15, 1946, S. 225–261.
- (Hrsg.) Jean Gerson, Six sermons français inédits. Etude doctrinale et littéraire suivie de l'édition critique et de remarques linguistiques, Paris, Vrin, 1946 (Diss. Gent, Vorwort von André Combes, 1899–1969).
- Jean Gerson. Prédicateur français, Brügge, De Tempel, 1952 (Habilitationsschrift Gent).
- (mit Guy De Poerck) Introduction à la morphologie comparée des langues romanes basée sur des traductions anciennes des Actes des Apôtres, ch. XX à XXIV, Brügge, De Tempel Tempelhof, 1961. 
  - 1. Ancien portugais et Ancien castillan, 1961
  - 4.  Sursilvain et Engadinois anciens et Ladin Dolomitique, 1964
  - 6.  Ancien roumain, 1962
- (mit Maria Iliescu) Typologie de la morphologie verbale romane. 1. Vue synchronique,  Innsbruck, Institut für Sprachwissenschaft der Universität Innsbruck, 1991.